# Consuelo Castro
Consuelo Castro Rey (Orense, 27 de julio de 1964) es una jurista española, que se desempeñó como abogada general del Estado entre junio de 2018 y junio de 2024.
Hasta su nombramiento como abogada general fue la jefa de la Abogacía del Estado en Galicia. En 2011 se convirtió en la primera mujer electa académica de número de la Real Academia Gallega de Jurisprudencia y Legislación donde defendió el uso del gallego en la justicia en su discurso de incorporación a la academia.

## Trayectoria
Es licenciada en Derecho por la Universidad Complutense de Madrid e ingresó en el Cuerpo de Abogados del Estado en 1989.
Ha ejercido como abogada en el Ministerio de Sanidad y Consumo, en la Abogacía del Estado de La Coruña y en la Agencia Estatal de Administración Tributaria en Galicia. Desempeñó el cargo de abogada del Estado-jefa de La Coruña entre 2004 y 2007, año en el que fue designada abogada del Estado-jefa de la Comunidad Autónoma de Galicia. En ese tiempo ejerció la defensa del que fue director general de Marina Mercante, José Luis López Sors, único alto cargo de la Administración General del Estado implicado en el procedimiento por la catástrofe medioambiental del ‘Prestige’ y que finalmente resultó absuelto.
Ha sido, además, vocal del Consejo de Administración y asesora jurídica de la Autoridad Portuaria de La Coruña y vocal de la Comisión de Garantías de Videovigilancia de Galicia.
Formó parte, como representante de España, del Grupo de Trabajo sobre derechos humanos y migración del Comité de Derechos Humanos del Consejo de Europa, en el que ostentó la vicepresidencia.
En junio de 2018 fue nombrada abogada general del Estado-directora del Servicio Jurídico del Estado a propuesta de la ministra de Justicia, Dolores Delgado, en sustitución de Eugenio López.
Durante su mandato, Castro y su equipo, además de su trabajo en defensa de las instituciones nacionales, se enfrentaron al reto de dar forma jurídica a las propuestas del Gobierno de Pedro Sánchez, entre ellas asesorar en asuntos como el traslado de los restos de Francisco Franco del Valle de los Caídos o la modulación de la reforma laboral. Precisamente, la abogacía consiguió en 2019 que el Tribunal Supremo autorizara la exhumación del dictador y, posteriormente, que la justicia, en primera instancia, determinase que el Pazo de Meirás, propiedad hasta entonces de la familia del dictador, era propiedad del Estado; encontrándose actualmente pendiente el recurso.
Por otra parte, en este tiempo reorganizó la Abogacía General del Estado mediante la sustitución del Real Decreto 997/2003 por los reales decretos 1012/2022y 649/2023. El Real Decreto 1012/2022, relativo a la estructura orgánica de la Abogacía General, fue sin embargo declarado nulo por omisión de trámites esenciales en su elaboración —principalmente por la falta de informes preceptivos, como el del Consejo de Estado— por Sentencia del Tribunal Supremo de 20 de junio de 2024.
Cesó el 18 de junio de 2024, tras casi seis años en el cargo, a petición propia. Por sus servicios, se le concedió la Gran Cruz de la Orden de San Raimundo de Peñafort.

## Diversidad lingüística
Consuelo Castro es defensora de la normalización lingüística del gallego en el ámbito de la justicia.
En octubre de 2012 pronunció su discurso como académica de número de la Real Academia Galega de Jurisprudencia y Legislación eligiendo el tema diversidad lingüística en el marco político del Estado y del Derecho y defendiendo el uso de la lengua gallega y convirtiéndose en la primera mujer electa de esta institución.
En junio de 2015 recibió el premio Peña Novo, un galardón que premia la normalización lingüística en el ámbito de las administraciones públicas, en la vida institucional de Galicia y en la sociedad en general.